# Седан (футбольный клуб)
«Седан Арден» или просто «Седан» — французский футбольный клуб из города Седан, клуб был основан в 1919 году. Наивысшим достижением клуба является победа в Кубке Франции в 1956 и 1961 годах. Высшим местом за всю историю выступления клуба в чемпионате Франции являются 3-е места в сезонах 1962/63 и 1969/70.
По итогам сезона 2012/13 вылетел из Лиги 2. Спустя несколько месяцев Национальная дирекция по контролю за управлением клубов отправила «Седан» во второй любительский чемпионат, в котором клуб занял второе место в своей группе в сезоне 2013/14. По итогам сезона 2014/15, «кабаны» смогли подняться в третий дивизион — Национальную лигу.

## Состав
№ 29 закреплён за Давидом Ди Томмазо.

## Достижения
- Обладатель Кубка Франции: 1956, 1961
- Обладатель Суперкубка Франции: 1956
- Бронзовые медали Чемпионата Франции: 1963, 1970